# Just Between You and Me
Just Between You and Me è il primo album in studio collaborativo dei cantanti statunitensi Porter Wagoner e Dolly Parton, pubblicato nel 1968.

## Tracce
Side 1
1. Because One of Us Was Wrong – 2:04 (Dolly Parton, Bill Owens)
2. The Last Thing on My Mind – 2:34 (Tom Paxton)
3. Love Is Worth Living – 2:32 (Parton)
4. Just Between You and Me – 2:18 (Jack Clement)
5. Mommie, Ain't That Daddy? – 3:11 (Parton)
6. Four O Thirty Three – 2:45 (Owens, Earl Montgomery)

Side 2
1. Sorrow's Tearing Down the House (That Happiness Once Built) – 2:23 (Mel Tillis, Kent Westberry)
2. This Time Has Gotta Be Our Last Time – 2:26 (Owens)
3. Before I Met You – 1:52 (Charles L. Seitz, Joe Lewis, Elmer Rader)
4. Home Is Where the Hurt Is – 2:10 (Fred MacRae, Marge Barton)
5. Two Sides to Every Story – 2:17 (Parton, Owens)
6. Put It Off Until Tomorrow – 2:27 (Parton, Owens)